# Georg Buchwald

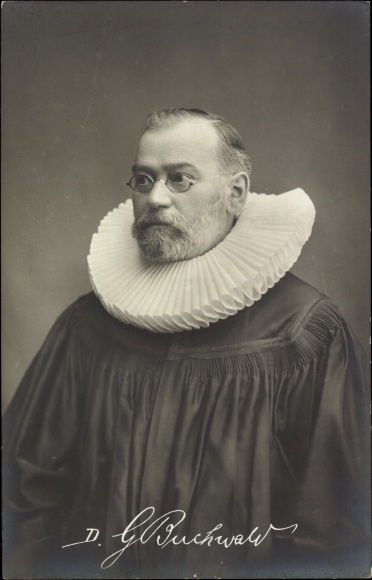
Georg Buchwald als Pfarrer in St. Michaelis, Leipzig 1908

Georg Apollo Buchwald (* 16. Juli 1859 in Großenhain, Königreich Sachsen; † 18. Februar 1947 in Rochlitz) war ein deutscher evangelischer Theologe in Sachsen. 

## Leben
Georg Buchwald war der Sohn des Tuchfabrikanten und Kommerzienrates Gottlob Reinhard Buchwald und dessen Frau Amalia Auguste Uhle. Er war somit ein Bruder des Literaturhistorikers Reinhard Buchwald. Ab dem 22. April 1873 besuchte er die Fürstenschule Meißen und 1875 das Königliche Gymnasium Dresden-Neustadt. Nach dem Abitur studierte er Evangelische Theologie an der Universität Leipzig. 1882 wurde er Oberlehrer der Realschule in Mittweida und 1883 Lehrer des königlichen Gymnasiums in Zwickau. In Zwickau erhielt er 1885 die Stelle des 5. Diakons, stieg 1888 zum 4. Diakon auf und wurde 1892 3. Diakon an der Leipziger Matthäikirche. Ab 1896 war er Pfarrer an der Michaeliskirche. Er war maßgeblich für die theologische Gestaltung des Neubaus der Michaeliskirche verantwortlich, die seinen lutherischen Glauben Ausdruck verlieh.  Von 1914 war er Superintendent der Rochlitzer Kirchengemeinden St. Petri und St. Kunigunde. 1923 wurde er emeritiert.
Buchwald gilt als hervorragender Kenner des Werkes von Martin Luther. Er gab zahlreiche Quellenpublikationen heraus, leistete bedeutende Beiträge zur Weimarer Ausgabe und verfasste eine vielgelesene, mehrfach aufgelegte Biographie Luthers. Sein Nachlass befindet sich im Evangelischen Zentralarchiv in Berlin.

## Familie
Buchwald hatte sich am 27. Dezember 1883 mit Margereth, der Tochter des Gustav Adolf Fricke verheiratet. Aus der Ehe stammen folgende Kinder:
1. Martin Buchwald (* 28. September 1884 in Zwickau), nationalsozialistischer Reichsgerichtsrat
2. Käte Buchwald (* 30. April 1886 in Zwickau) verh. mit dem Pfarrer in Schlagwitz Paul Alfred Jänke (* 16. Oktober 1883 in Meißen)
3. Johannes Buchwald (* 14. Dezember 1887 in Zwickau; † 1918 (gefallen im Ersten Weltkrieg))
4. Gottfried Oskar Detlef Buchwald (* 14. April 1889 in Zwickau), König-Albert-Gymnasium Leipzig, 1914 Vikar in Pilsen/Böhmen, 1917 Diakon in Glauchau, 1926 Pfarrer von St. Philippi in Leipzig-Lindenau

## Werke (Auswahl)

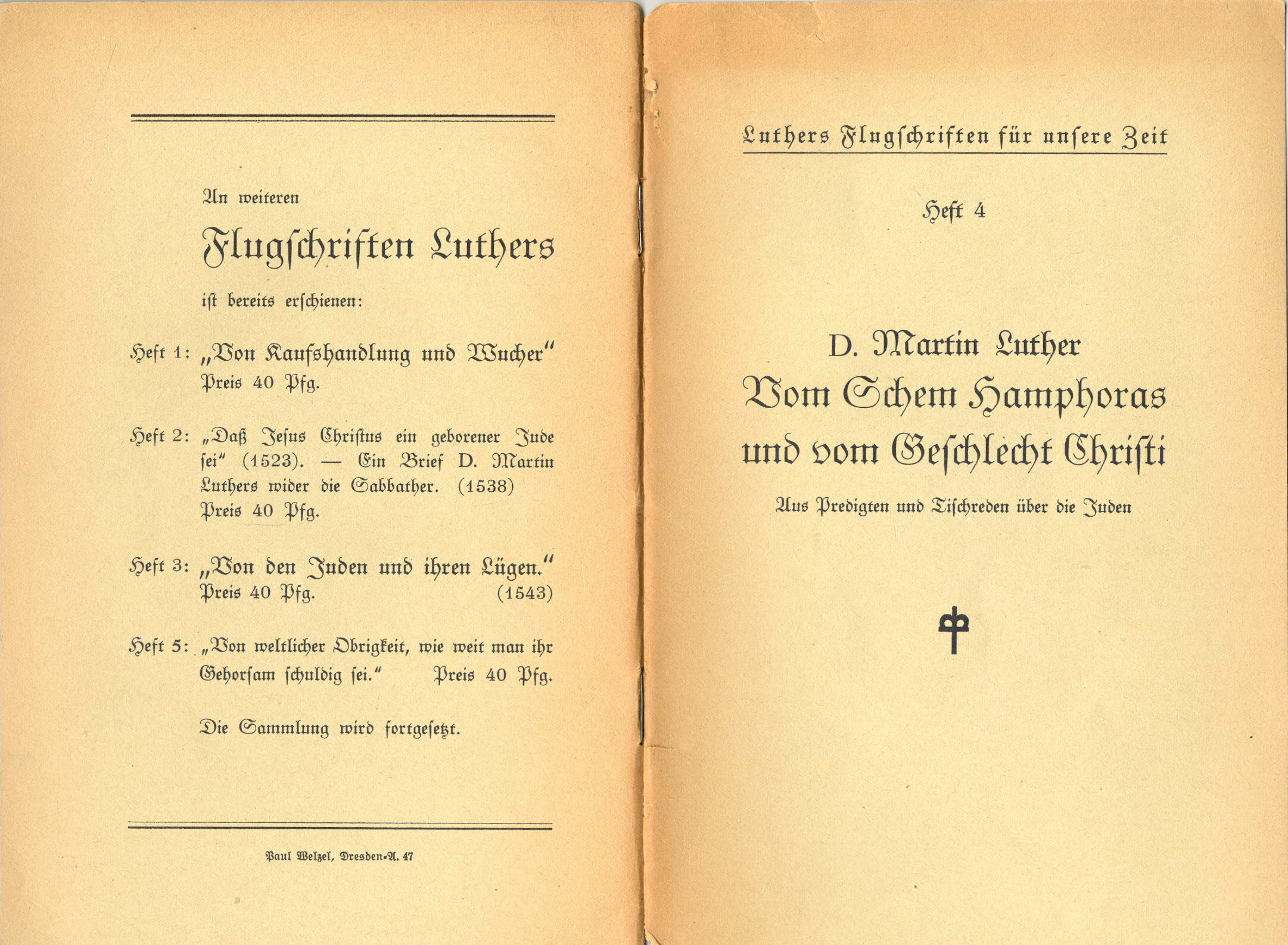
Titelblatt und Rückseite der 1931 von Georg Buchwald herausgegebenen volkstümlichen Ausgabe von Luthers judenfeindlicher Schrift Vom Schem Hamphoras und vom Geschlecht Christi. Der Untertitel ist auf der Innenseite noch ergänzt: Im Auszuge mitgeteilt von Georg Buchwald.

- Wittenberger Ordiniertenbuch. 1537–1560. Verlag Georg Wigand, Leipzig, 1894/95, 2. Bd.
- Geschichte der Evangelischen Gemeinde zu Kitzingen: Aus den Urkunden erzählt. Leipzig B. Richter 1898.
- Reformationsgeschichte der Stadt Leipzig. Leipzig B. Richter 1900.
- Konrad Stürtzel von Buchheim aus Kitzingen, Doktor des Kanonischen Rechts, Kanzler Kaiser Maximilian I., Erbschenk der Landgrafschaft Elsaß – Eine Schilderung seines Lebens und Wirkens nach Archivalischen Quellen. Leipzig B. Richter 1900. Neuauflage Kitzingen Högner 2011.
- Doktor Martin Luther. Ein Lebensbild für das deutsche Haus. Mit zahlreichen Abbildungen im Text sowie dem Bildnis Luthers in Heliogravüre nach einem Gemälde von L.[ucas] Cranach zu Nürnberg, Leipzig und Berlin: B. G. Teubner, 1902 (XII, 530 Seiten).
  - Zweite vermehrte und verbesserte Auflage mit zahlreichen Abbildungen im Text und auf 16 Tafeln, Leipzig & Berlin: Teubner, 1914.
  - Dritte, völlig umgearbeitete Auflage mit zahlreichen Abbildungen im Text und auf 16 Tafeln nach Kunstwerken der Zeit, Leipzig: Teubner, 1917.
  - Im Wesentlichen unveränderter Nachdruck der 3. Auflage, Leipzig & Berlin: B. G. Teubner, 1924.